# Tonja Rojc Ponebšek
Tonja Rojc Ponebšek, slovenska ljubiteljska igralka, *15. junij 1903, Ljubljana, † 1990, Ljubljana.

## Življenje in delo
Tonja Rojc Ponebšek se je rodila 15. junija 1903
v Ljubljani. Bila je Ljubljančanka, na kar je bila vedno zelo ponosna. Sebe je imela za večnega boema, ki se »celo življenje peha z umetnostjo«.
Svojo gledališko pot je začela pri skupini Ivana Mraka in nastopila leta 1938 v igrah Čajkovski in Lincoln, ki ju je napisal vodja skupine. Lincolna je uprizorilo tudi Šentjakobsko gledališče 23. 10. 1937 z velikim uspehom. Pavel Golia jo je povabil v SNG Drama, kjer je tudi opravila avdicijo, a se njen načrt ni uresničil, ker se je preselila iz Ljubljane. Po vojni je kot aktivistka za prosveto imela kup dela z organizacijo in pripravo raznih akademij. Tudi na bežigrajski gimnaziji je pomagala pri dijaških predstavah: nastopila je v Cankarjevi drami Pohujšanje v dolini šentflorjanski v vlogi Dacarke, pozneje pa je tudi režirala nekaj iger.

## Delo v Šentjakobskem gledališču Ljubljana
Članica Šentjakobskega gledališča je postala v sezoni 1937/1938, njena prva vloga je bila v Nušićevi komediji Dr. Njena večna želja je bila, da bi dobivala boljše, resnejše vloge, saj je imela občutek, da igra le razne neumne, premaknjene, večne neveste, skratka – prazne in slabe vloge. Bila je rojena komičarka, zato so ji režiserji ponujali vloge pretežno v komedijah. V Šentjakobskem gledališču je ustvarila 26 vlog in odigrala 639 predstav.
Med drugim v:
1968/1969 Sosedov sin (J. Jurčič, D. Pogorelec, režija Drago Pogorelec)
1968/1969 Pepelka (K. A. Görner, režija Hinko Košak)
1969/1970 Mogočni prstan (F. Milčinski, režija Iztok Tory)
1969/1970 Dekle Ančka (F. S. Finžgar, V. Frantar, režija Drago Pogorelec)
1970/1971 Martin Kačur (I. Cankar, F. Smerdu, režija Viktor Molka)
1970/1971 Ples v Trnovem (C. Golar, režija Peter Ovsec)
1970/1971 Razvalina življenja (F. Saleški Finžgar, režija Hinko Košak)

## Vloge v filmih
Igrala je tudi v številnih slovenskih filmih:
- Butnskala (1983)
- Trije prispevki k slovenski blaznosti (1983)
- Rdeče klasje (1970)
- Amandus (1966)
- Tistega lepega dne (1962)
- Vesna (1953)

## Nagrade
Značka za dvajset let dela v Šentjakobskem gledališču.